# Lijst van burgemeesters van Ottersum
Dit is een lijst van burgemeesters van de voormalige Nederlandse gemeente Ottersum.
| Ambtsperiode            | Naam burgemeester          | Partij of stroming | Bijzonderheden                                                                            |
| ----------------------- | -------------------------- | ------------------ | ----------------------------------------------------------------------------------------- |
| 1798 - 1804             | J. Noy                     |                    |                                                                                           |
| 1804 - ?                | H. Quikbörner              |                    |                                                                                           |
| ? - 1842                | W. Theunissen              |                    |                                                                                           |
| 1843 - 1850             | K.J.H. (C.J.H.) van de Loo |                    |                                                                                           |
| 1850 - 1870             | J. Grutters                |                    |                                                                                           |
| 1870 - 1891             | F.K.H. Esser               |                    |                                                                                           |
| 1891 - 1902             | H.H. Grutters              |                    |                                                                                           |
| 1903 - 1919             | M.F. van Grunsven          |                    |                                                                                           |
| 1919 - 1946             | H.J.J. Sengers             |                    | tevens burgemeester van Mook en Middelaar                                                 |
| 1946 - 21 november 1965 | J.W.J. Janssen             |                    |                                                                                           |
| 16 maart 1966 - 1973    | Mr. E.A. Berger            | KVP / CDA          | tevens waarnemend burgemeester van Mook en Middelaar, werd tevens burgemeester van Gennep |